# Alicia dalle Carceri
Alicia dalle Carceri, död 1313, var tetrark eller regerande baronessa i Tetrarkin Negroponte på Euboea mellan 1285 och 1313.
Hon var dotter till Narzotto dalle Carceri. 
Hon gifte sig med Giorgio Ghisi I, som blev hennes medregent jure uxoris 1299.
Hon efterträddes av sin son Bartholomeo II Ghisi.